# مات حنا
مات حنا (بالإنجليزية: Matt Hanna)‏ هو لاعب اللاكروس أمريكي، ولد في 29 يناير 1979 في جنيف في الولايات المتحدة.